# Oxidercia generatrix
Oxidercia generatrix är en fjärilsart som beskrevs av Walker 1865. Oxidercia generatrix ingår i släktet Oxidercia och familjen nattflyn. Inga underarter finns listade i Catalogue of Life.